# Iubileini (Fontalóvskaia)
|  | No s'ha de confondre amb la ciutat de l'óblast de Moscou de Iubileini.. |

Iubileini - Юбилейный (rus) és un possiólok del krai de Krasnodar, a Rússia. Es troba a la península de Taman, a la vora septentrional de la badia de Taman, a l'estret de Kertx, a 34 km al nord-oest de Temriük i a 160 km a l'oest de Krasnodar, la capital.
Pertany al municipi de Fontalóvskaia.